# Озиандер, Лотар
Лотар Озиандер (нем. и англ. Lothar Osiander; 8 ноября 1939, Мюнхен, Германия) — немецко-американский футбольный тренер.

## Биография
Озиандер родился в Мюнхене, Германия. В США переехал в 1958 году вместе с семьёй, поселившись в районе Сан-Франциско. Обучался в старшей школе Мишн, после окончания которой поступил в Городской колледж Сан-Франциско, а затем — в Университет Сан-Франциско, где играл в футбольной команде под руководством тренера Стива Негоэско. В 1966 году «Сан-Франциско Донс» выиграли футбольный чемпионат Национальной ассоциации студенческого спорта. Озиандер окончил университет со степенями по физическому воспитанию и испанскому языку в 1968 году. К тому времени он стал гражданином США, получив паспорт в 1965 году.
Тренерскую лицензию категории A получил в 1974 году. Был помощником тренера в команде Североамериканской футбольной лиги «Калифорния Сёрф». Возглавлял полупрофессиональный клуб «Сан-Франциско Грик-Американс», приведя его к победе в Национальном кубке вызова 1985 года.
В 1986 году Озиандер был назначен на пост главного тренера национальной сборной США. Вывел сборную на Летние Олимпийские игры 1988 года, где США не сумели преодолеть групповой этап. 16 января 1989 года главным тренером сборной США был назначен Боб Ганслер. Озиандер продолжил тренировать сборную США до 23 лет, образованную в результате изменения формата олимпийских футбольных турниров. Под его руководством сборная до 23 лет завоевала золотую медаль на Панамериканских играх 1991 года. США пробились на Летние Олимпийские игры 1992 года, где вновь не смогли выбраться из группы. После этой Олимпиады Озиандер был уволен.
Работал помощником тренера в команде Американской профессиональной футбольной лиги «Сан-Франциско Бэй Блэкхокс». Возглавлял команду «Пало-Алто Файрбёрдс» из USISL. Снова тренировал клуб «Сан-Франциско Грик-Американс», в 1994 году во второй раз привёл его к победе в Открытом кубке США.
В 1995 году Озиандер стал первым главным тренером новообразованного клуба «Атланта Ракэс» из Эй-лиги. Несмотря на то, что клуб завершил регулярный чемпионат четвёртым из шести, «Атланта Ракэс» дошёл до финала сезона, где уступил «Сиэтл Саундерс». По итогам сезона 1995 Озиандер был удостоен звания тренера года в Эй-лиге.
После образования MLS Озиандер был назначен первым главным тренером клуба «Лос-Анджелес Гэлакси». В дебютном сезоне MLS «Гэлакси» дошёл до чемпионского матча — Кубка MLS, где проиграл «Ди Си Юнайтед». Сезон 1997 «Гэлакси» начал с тремя выигрышами при девяти проигрышах, и 10 июня 1997 года Озиандер был уволен.
26 января 1998 года Озиандер вошёл в тренерский штаб «Тампа-Бэй Мьютини» в качестве ассистента главного тренера Джона Ковальского. 8 июня 1998 года Ковальский был смещён с тренерской позиции, и Озиандер также был отправлен в отставку.
9 июня 1998 года был нанят главным тренером команды Эй-лиги U.S. Pro-40, куда были собраны молодые игроки из клубов MLS.
16 сентября 1999 года Озиандер был назначен главным тренером «Сан-Хосе Клэш». В сезоне MLS 2000 клуб, переименованный в «Сан-Хосе Эртквейкс», не смог выйти в плей-офф. 12 января 2001 года Озиандер был уволен.
В 2000-х годах вновь вернулся в «Сан-Франциско Грик-Американс». Также тренировал юношеские команды в районе залива Сан-Франциско.

## Достижения
Командные
 «Пало-Алто Файрбёрдс»
- Чемпион USISL: 1992

 «Сан-Франциско Грик-Американс»
- Обладатель Открытого кубка США: 1985, 1994

 сборная США до 23 лет
- Чемпион Панамериканских игр: 1991

Личные
- Тренер года в Эй-лиге[англ.]: 1995